# Nihon Dempa Kogyo

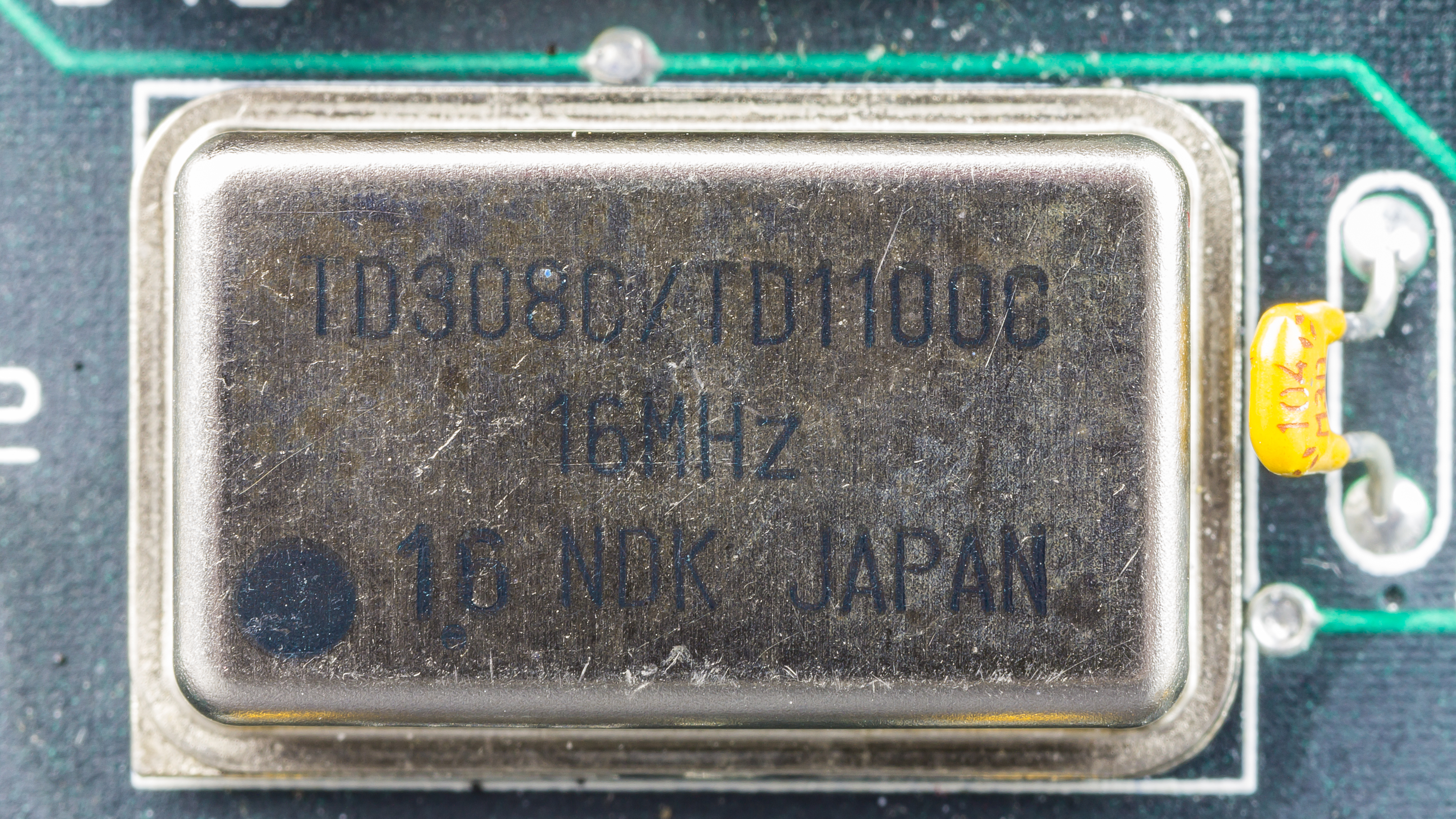
Quarzoszillator von NDK auf einer elektronischen Leiterplatte

Nihon Dempa Kogyo Co., Ltd., abgekürzt  NDK und japanisch 日本電波工業株式会社, ist einer der weltweit größten Elektronikhersteller von Quarzoszillatoren mit Hauptsitz in Shibuya, Japan.
Das Hauptprodukt umfasst synthetisch hergestellte Quarze, welche der Herstellung von verschiedenen elektronischen Bauelementen wie Quarzoszillatoren und spezielle Oszillatoren wie TCXOs und VCXOs, weiters Quarzfilter, akustische Oberflächenwellen-Filter und Ultraschallsonden dienen. In geringen Umfang werden auch verwandte Produkte wie aus dem Bereich der digitalen Signalverarbeitung spezielle Bauelemente wie DDS zur digitalen Schwingungserzeugung mit Anwendungen in beispielsweise Funkgeräten hergestellt.

## Unternehmen
Das Unternehmen begann in den frühen 1950er Jahren mit der Produktion und Verkauf von ersten Kristall-Detektoren für einfache Radioempfangsgeräte. In den Folgejahren folgte eine Erweiterung auf die Produktion von künstlichen Quarzkristallen mittels Kristallzüchtung in eigenen Fertigungsanlagen und daraus die Herstellung von Schwingquarzen und Quarzoszillatoren. Ende der 1970er Jahre erweiterte sich das Produktspektrum auf akustische Oberflächenwellen-Filter (SAW-Filter) wie sie unter anderem in den damals üblichen analogen Farbfernsehempfängern eingesetzt wurden. Mit Stand 2022 stellen Quarzoszillatoren in verschiedensten Ausführungen das primäre Produktsegment dar.
NDK hat Vertriebsniederlassungen in Japan, China, Frankreich, Deutschland, Italien, Malaysia, Singapur, Großbritannien und den Vereinigten Staaten und verfügt über Produktionsstätten und Entwicklungsabteilungen in Japan, China, Deutschland, Malaysia und den Vereinigten Staaten. Die Produktionsanlage von NDK in Belvidere (Illinois), USA, wurde im Jahr 2009 durch die Explosion zufolge Materialermüdung in einen der Autoklaven zur Kristallzüchtung vollständig zerstört. Das Produktionswerk wurde danach nicht wieder aufgebaut.